# 256年
| 千纪： | 1千纪                                                                                           |
| 世纪： | 2世纪 \| 3世纪 \| 4世纪                                                                         |
| 年代： | 220年代 \| 230年代 \| 240年代 \| 250年代 \| 260年代 \| 270年代 \| 280年代                       |
| 年份： | 251年 \| 252年 \| 253年 \| 254年 \| 255年 \| 256年 \| 257年 \| 258年 \| 259年 \| 260年 \| 261年 |
| 纪年： | 丙子年（鼠年）；曹魏正元三年，甘露元年；蜀汉延熙十九年；东吴五鳳三年，太平元年                  |

## 大事记
- 中國
  - 姜維第9次北伐，與蜀汉鎮西將軍胡濟約定在上邽（今甘肅天水）會合，率兵出祁山，但胡濟失期未至，被曹魏將領鄧艾於段谷之戰大敗。姜維上表自貶為後將軍，一樣行使大將軍權力，曹魏封鄧艾為鎮西將軍、都督隴右諸軍事。
  - 東吳丞相大將軍孫峻受文欽慫恿伐魏，派文欽和呂據、車騎將軍劉纂、鎮南將軍朱異、前將軍唐諮率軍從江都進入淮、泗一帶，以便佔領青州和徐州，但不久孫峻去世，吳軍撤退，堂弟孫綝以侍中、武衛將軍、都督中外諸軍事接替孫峻掌權。
  - 東吳將領呂據與大臣滕胤合謀廢孫綝，但失敗，皆被誅殺。

- 罗马帝国
  - 哥特人入侵小亚细亚。
  - 皇帝瓦勒良迫害基督教。
  - 法兰克人渡过莱茵河，阿勒曼尼人到达米兰。
  - 哥特人出现在塞萨洛尼卡的城墙边。
  - 在阿非利加行省，柏柏尔人屠戮了罗马殖民地。
  - 后来的皇帝奥勒良检阅并组织了莱茵河沿岸的防御。
  - 萨珊波斯的沙普尔一世入侵了美索不达米亚及叙利亚，他攻下并洗劫了安条克。
  - 杜拉歐羅普斯为萨珊波斯所摧毁。
  - 安纳托利亚城市、幼发拉底河畔的泽乌格马（英语：Zeugma, Commagene）（今土耳其加济安泰普省境内）为沙普尔一世洗劫，不久后该城便连遭大火和地震，最终遭废弃。

- 其它
  - 一场大瘟疫从黑海南岸的本都爆发，导致亞歷山卓大量人口丧生，数千人皈依基督教。
  - 教宗斯德望一世威胁开除迦太基主教居普良及其他阿非利加及小亚细亚的主教的教籍，除非他们停止为异端再施洗。居普良发文攻击教宗，并在迦太基会议上得到支持。他派代表前往罗马，导致罗马及迦太基教会之间几近分裂。
  - 迦太基宗教会议（英语：Councils of Carthage）召开。

## 各国领袖

### 亞洲
- 中國（三国）
  - 蜀漢皇帝：后主刘禅（223年－263年）
  - 曹魏皇帝：魏高贵乡公曹髦（254年－260年）
    - 曹魏大將軍、录尚书事司马昭（255年－264年）

  - 孙吴皇帝：吴废帝孙亮（252年－258年）
    - 孙吴大将军孙峻（253年－256年）
    - 孙吴大将军孙綝（256年－258年）
- 拓跋部 - 拓跋力微, 鲜卑大人（219年－277年）
- 日本- 神功皇后（攝政，200年－270年）
- 朝鲜半岛（朝鲜三国时代）
  - 百济 - 古尔王，百济王 （234年－286年）
  - 伽耶 - 居登王，伽耶君主（199年－259年）
  - 高句丽 - 中川王，高句丽王（248年－270年）
  - 新罗 - 沾解尼師今，新罗王（247年－261年）
- 亚美尼亚- 梯里达底三世，亚美尼亚王（252年－287年）
- 伊比利亚 - 米尔达特二世，伊比利亚国王（249年－265年）
- 贵霜帝国 - 婆什色迦（英语：Vāsishka），贵霜君主（240年－265年）
- 巴克特里亞与健馱邏國- Peroz一世（250年－265年）
- 波斯萨珊王朝 - 沙普尔一世，波斯国王（241年－272年）
- 印度笈多王朝 - 室利笈多（英语：Gupta (king)），笈多国王（240年－280年）
- 泰米尔哲罗王朝 - Ilamcheral Irumporai（241年－257年）
- 西薩特拉普王朝- Rudrasen二世（256年－278年）

### 欧洲
- 罗马帝国 - 
  - 瓦勒良，罗马皇帝（东部，253年－260年）
  - 加里恩努斯，罗马皇帝（西部，253年－268年）

### 非洲
- 库施王朝 - Teqorideamani，（246年－266年）

## 出生
- 賈南風，西晉皇后。（300年去世）
- 王衍，西晉重要官員。（311年去世）
- 司馬覲，西晉宗室，晉元帝父親。（290年去世）
- 華譚，兩晉官員。
- 阿利烏，阿里烏教派创始人。

## 逝世
- 3月11日：曹林，曹魏宗室。
- 孫峻，東吳宗室。
- 呂據，東吳將領。
- 滕胤，東吳官員。
- 華融，東吳官員。
- 呂岱，東吳重要將領。（161年出生，95岁）
- 管輅，中國方士，擅長卜筮之術。（209年出生，47岁）